# Anspeçada
Anspeçada é um posto militar da classe dos praças nas forças armadas, forças de segurança e outras organizações militares ou paramilitares de diversos países. Normalmente corresponde a um posto imediatamente inferior ao de cabo, sendo, tipicamente, a primeira graduação militar. Normalmente corresponde à graduação de nível OR-3 da OTAN.

## Etimologia
O termo "anspeçada" vem do italiano "lancia spezzata", significando literalmente "lança quebrada" e terá entrado na língua portuguesa, por via do francês "anspessade". O termo "lança quebrada" era usado, como metáfora, para designar um soldado experiente, já que quebrar uma lança era uma ocorrência que viria a acontecer, mais tarde ou mais cedo, a quem passasse por experiências de combate.

## Distintivos de anspeçada

Exército dos EUA: Lance corporal (1965-1968)
Corpo de Marines dos EUA: Lance corporal
Exército da Hungria: Tizedes
Exército Britânico: Lance corporal / Lance bombardier
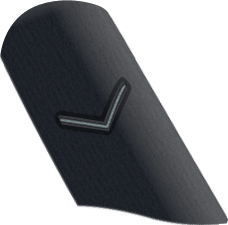
Real Força Aérea Britânica: Lance corporal
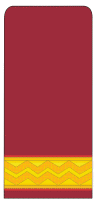
Exército da Roménia: Fruntaş

## O anspeçada em diversos países

### Brasil
Anspeçada era uma antiga graduação militar do Exército, Polícias Militares e Corpos de Bombeiros Militares brasileiros, a qual era ocupada por praças entre as graduações de soldado e cabo de esquadra.
Caiu em desuso no Brasil em meados do século XX.

### EUA
No Corpo de Marines dos EUA, o posto correspondente ao de anspeçada é o de lance corporal. Este posto situa-se entre o de fuzileiro de 1ª classe e o de Corporal (Cabo).

### Portugal
Até à segunda metade do século XIX, o posto de anspeçada correspondia à primeira graduação de praça do Exército Português, sendo imediatamente inferior à de cabo de esquadra. O seu distintivo hierárquico consistia em uma única divisa usada na manga do uniforme. 
O posto de anspeçada foi extinto pela organização do Exército de 1864.
Posteriormente, foi criado o posto de segundo-cabo, com características semelhantes às do antigo anspeçada.

### Reino Unido
No Exército Britânico, o posto de lance corporal (literalmente "cabo de lança") corresponde ao de anspeçada. É a menor graduação da categoria de non-comissioned officer (NCO, oficial não patenteado), correspondendo ao nível OR-3 da OTAN, tendo como insígnia uma única divisa usada nos braço ou na platina (excepto em alguns regimentos, em são usadas duas divisas). Na artilharia, o posto é designado "lance bombardier" (literalmente "bombardeiro de lança").
O posto de lance corporal também existe nos Royal Marines.